# 太阳黑子

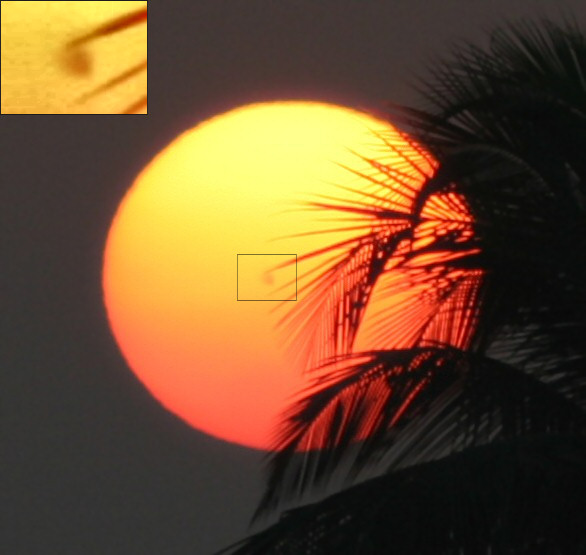
有時太陽黑子用肉眼即可觀察到，但观察前應當做足保護措施

太陽黑子（英語：sunspot，亦稱日斑）是太陽光球上的臨時現象，它們在可見光下呈現比周圍區域黑暗的斑點。它們是由高密度的磁性活動抑制了對流的激烈活動造成的，在表面形成溫度降低的區域。雖然它們的溫度仍然大約有3000-4500K，但是與周圍5,780K的物質對比之下，使它們清楚的顯視為黑點，因為黑體（光球非常近似於黑體）的熱強度（I）與溫度（T）的四次方成正比。如果將黑子與周圍的光球隔離開來，黑子會比一個電弧更為明亮。當它們在太陽表面橫越移動時，會膨脹和收縮，直徑可以達到80,000公里，因此在地球上不用望遠鏡也可以直接看見。
激烈的磁場活動顯示，太陽黑子會導致次一級的活動，像是冕圈和再聯結事件。大多數的耀斑和日冕物質拋射都起源於可見到黑子群存在的磁場活動區域。相似的現象也在一些有著星斑的恆星上被直接觀測到。
太阳黑子很少单独活动，常是成群出现。黑子的活动周期为11.2年，活躍時会对地球的磁场產生影響，主要是使地球南北极和赤道的大气环流作经向流动，从而造成恶劣天气，使气候转冷。嚴重時會對各类电子产品和电器造成损害。

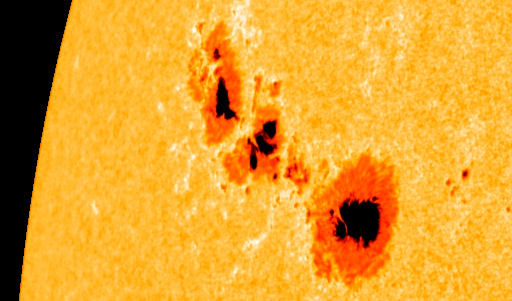
2011年9月的太陽黑子。
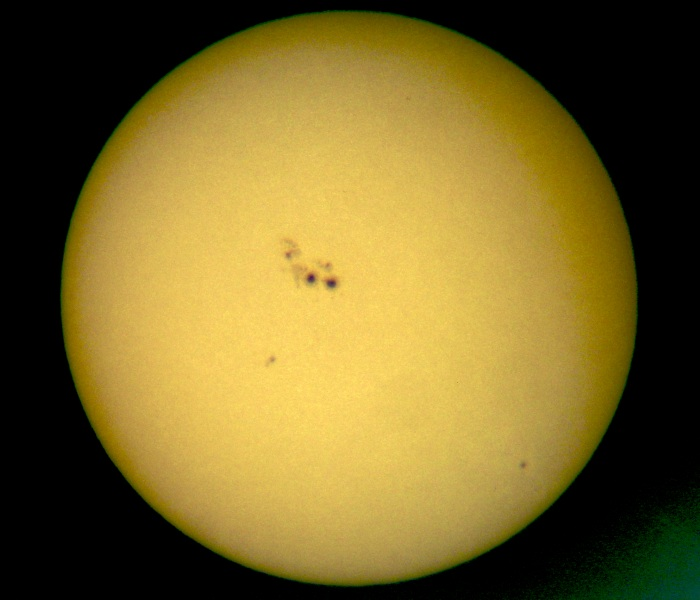
2004年6月22日的太陽黑子影像。
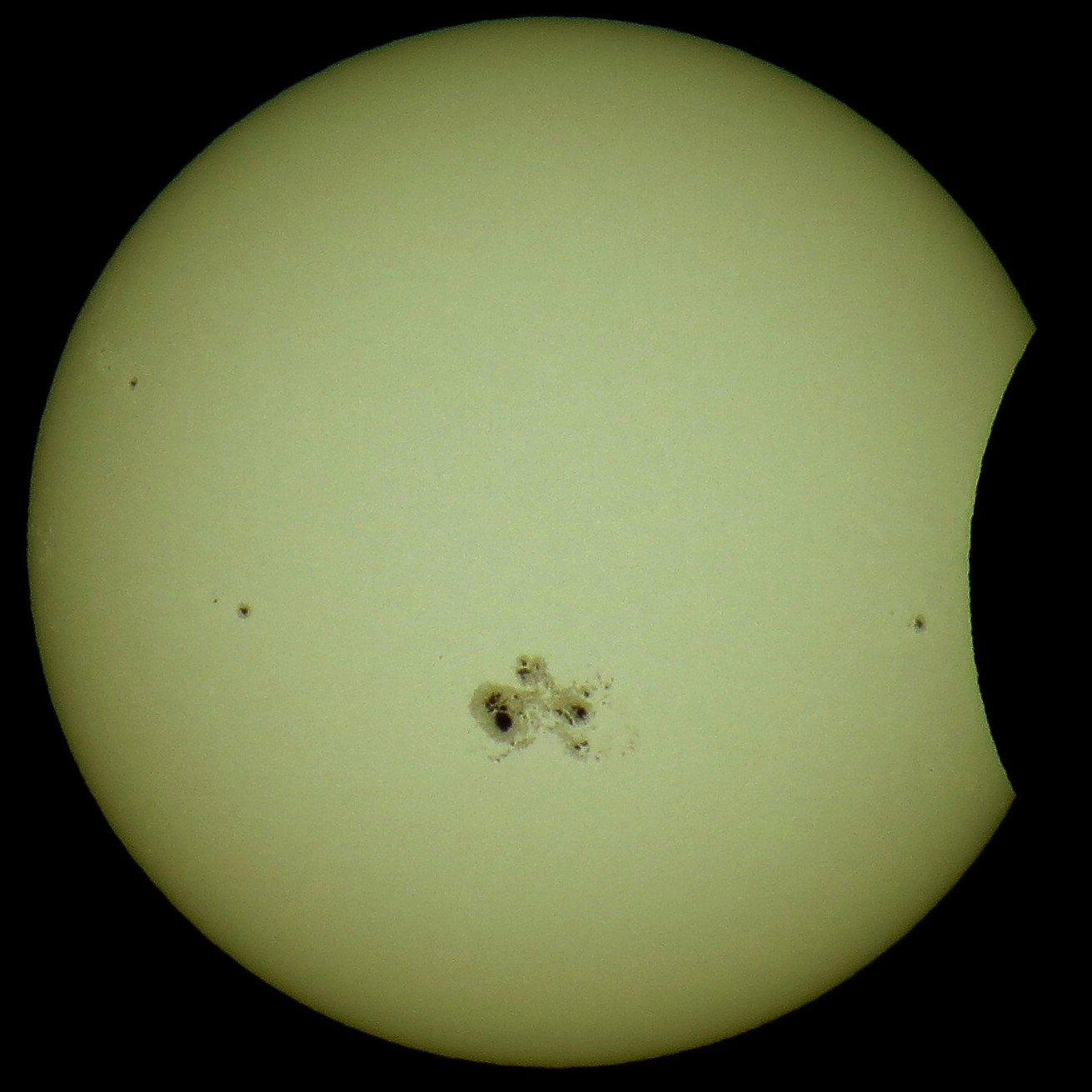
2014年10月23日日食中的2192號太陽黑子
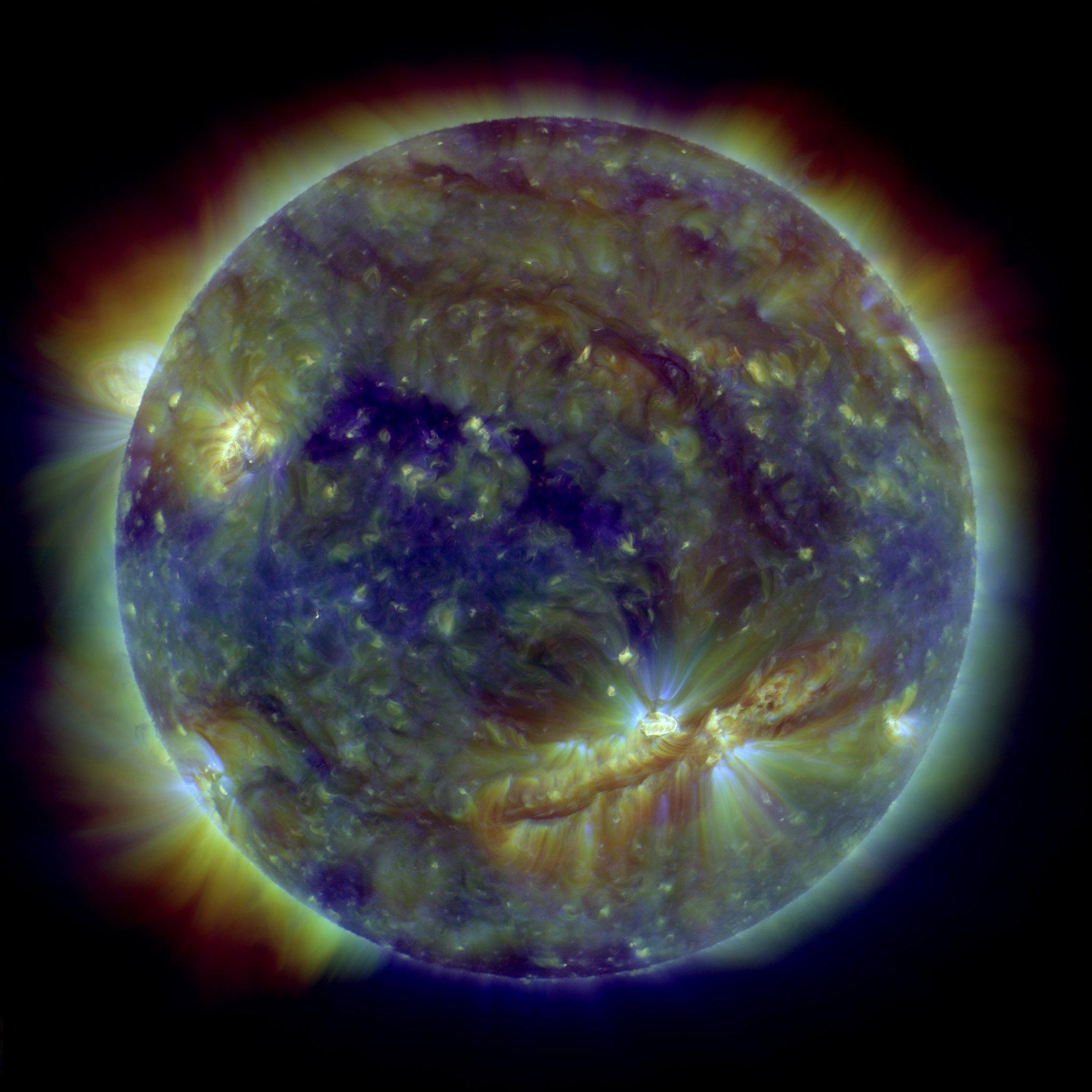
2010年10月在不同黑子上方的看見的日冕構造。

## 黑子活動

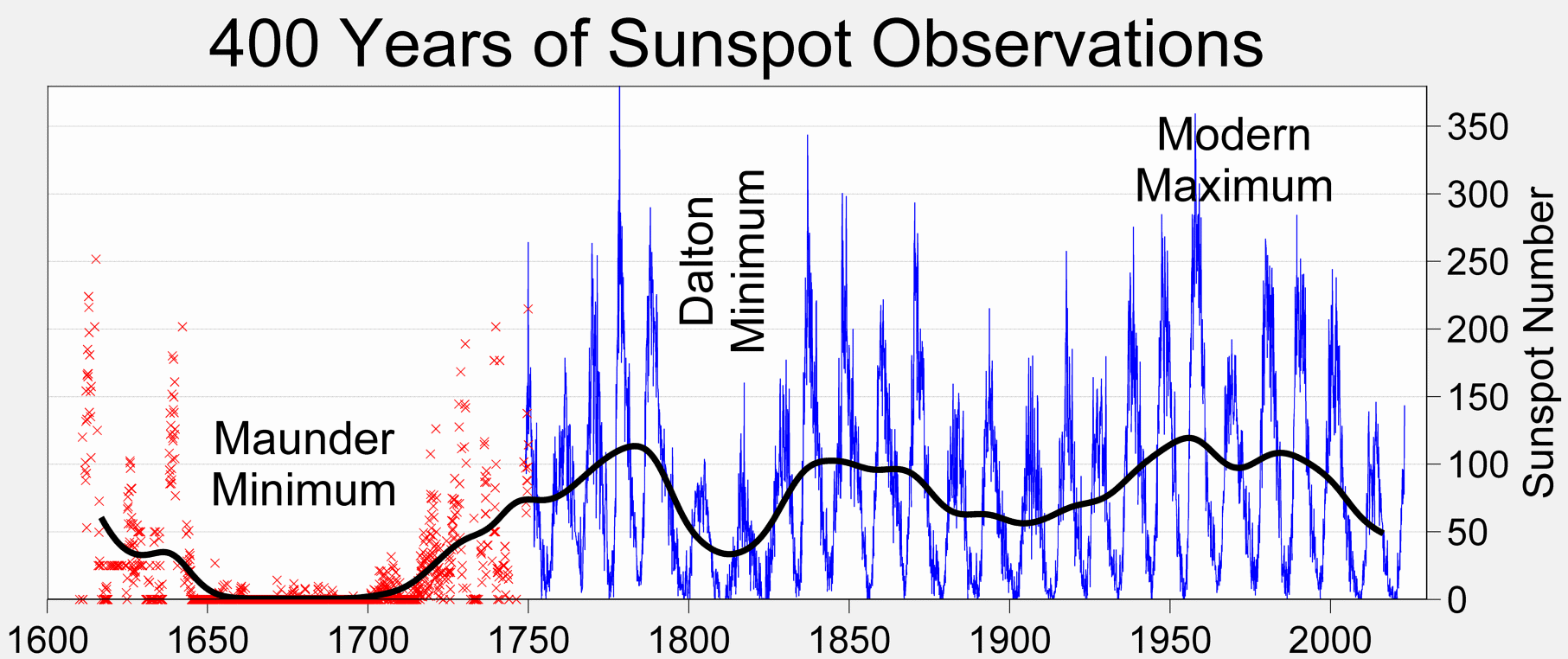
400年的太陽黑子歷史

重建的11,000年太陽黑子

太陽黑子的數量在不規則的11年周期中快速地上升，然後緩緩地下降，雖然已知太陽黑子有11年的周期變化，但也會有長的時間跨距。例如，從1900年至1960年，太陽極大期的黑子數量一直有著上升的趨勢，而從1960年迄今，則減退了一些。在過去的數十年，太陽黑子的活動明顯的高於過去平均的值，與它最相似的是8,000年前的活動。
從1979年起，當人造衛星測量的絕對輻射通量變得可用時，太陽黑子的數量與太陽輻射強度的關聯性跨越了周期。由於太陽黑子比周圍的光球暗，因此期望更多的太陽黑子會導致太陽輻射降低和太陽常數的減少。但是，圍繞太陽黑子邊緣的光球區域亮度比平均的亮度更高，因此也更熱；整體來說，太陽黑子越多，太陽常數會增加，或太陽變得更亮。這種變化造成太陽黑子周期中的輸出有少許的變化，太陽常數的變化量大約是0.1%（峰值到谷值的範圍是1.3 W m−2，相較於太陽常數的平均值是1366 W m−2）。黑子數量異常稀少的蒙德極小期出現在17世紀的第二部分（大約從1645年至1715年），這一段時期與已知的小冰期中間最冷的一段時間吻合。
光球受到的行星潮汐力和太陽黑子週期可能因重力的聯結而共振。

## 分类
对于太阳黑子群的分类有两种，分别是苏黎世/麦金托什太阳黑子分类与磁极性分类。前者通过太阳黑子的结构、复杂程度、大小进行分类，后者利用磁极性对其分类。

## 歷史

### 史前的形跡
地層學的研究資料顯示，太陽黑子的活動至少已經持續了數億年；測量前寒武紀融冰層沉積的岩石，在厚度上不斷重複的峰值，大約有著11年的間隔。人們認為早期的地球大氣層對太陽輻射變化較現在比較敏感，並且在太陽黑子較活躍的年份會發生較多的冰川融化（和較粗的泥沙沉澱）。
分析樹木的年輪，亦可以取得明確與詳細的太陽週期紀錄：樹輪年代學的資料、放射性碳的濃度可以追溯到11,400年前的太陽黑子活動，遠遠超出人類直接觀測太陽四百年的太陽黑子活動紀錄資料。

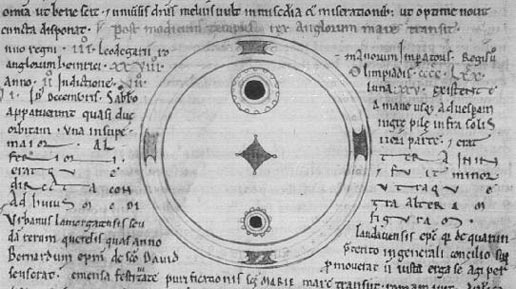
在伍斯特的約翰的編年史中描繪的太陽黑子

### 早期的觀測
留存下來最早的太陽黑子觀測紀錄來自西元前364年，出現在中國天文學家甘德的星表。
在西方文化中，第一次明確的黑子記錄出現在西元前300年古希臘泰奧弗拉斯托斯。
中国在公元前140年前后成书的《淮南子》也有黑子的记载。《汉书·五行志》中对前28年出现的黑子记载则更为详尽，因為西元前28年，為皇帝工作的中國天文學家已經正式開始有規律的紀錄太陽黑子。
|                                          | 三月乙未，日出黃，有黑氣大如錢，居日中央。 |
| ——《漢書》卷二十七下之下五行志第七下之下 |                                            |

西元807年3月17日，本尼迪克特的僧侶阿得爾姆斯（Adelmus）觀察到一顆肉眼可見大黑子出現了8天；但是阿得爾姆斯錯誤的認為它觀測到的是水星凌日的現象。當查理曼在西元813年逝世時，太陽也出現了大黑子。伍斯特的約翰描述了1129年的黑子活動，同時艾維羅斯也提供了12世紀對太陽黑子的描述；但是，這些觀測都被誤解為是行星凌日，直到1612年伽利略才給了正確的解釋。
西元1131年（南宋绍兴元年二月辛巳），宋朝天文學家發現太陽有黑子，宰相范宗尹認為辅政無能，請求罷免，不许。

### 17世紀和18世紀
英國天文學家托馬斯·哈里奧特和法裏孫群島的天文學家约翰内斯·法布里奇乌斯和大卫·法布里奇乌斯首先在1610年後期使用望遠鏡觀察太陽黑子，並在1611年6月提出報告。稍後，伽利略才為在羅馬的天文學家介紹黑子，而克裡斯托夫·沙奈樂可能已經用他自己設計和改良的太陽望遠鏡觀察太陽黑子兩三個月了。隨後引發優先權的的爭議，因為不知道是伽利略還是沙奈樂先知道Fabricius的研究工作，但這是毫無意義且辛苦的工作。
太陽黑子在太陽系本質的辯論上有一些重要性。它們顯示太陽在自轉，並且它們出沒的報導顯示太陽會有所變化，這與亞里斯多德的學說背道而馳。除了哥白尼的日心說，它們視運動的詳細資訊是很不容易解釋的。
魯道夫·沃夫試圖對過去歷史的循環和變化建立一個資料庫，雖然對太陽黑子認真的觀測和技術開始於1610年，但它的資料庫只延伸到1700年。古斯塔夫·史波勒在稍後提出大約70年的週期，因為在1716年之前的黑子非常罕見，沃夫無力將週期擴展至17世紀。經濟學家威廉姆·斯坦利·傑文斯認為太陽黑子周期和商業危機之間有所關連，他推想太陽黑子會影響地球的天氣，接著影響到穀物，因此波及經濟。
基於史波勒的成果，蒙德後來提出太陽黑子在太陽表面上曾經完全消失不見，並在1700年代開始新的週期。17世紀後半期太陽黑子的記錄非常罕見。仔細的研究發現問題不是缺乏觀測資料，而是資料裡混入了負面的觀測結果。額外添加的觀測也指出，在缺乏黑子的同一期間，極光的數量也同樣的減少，甚至指出在1715年之前的日食也沒有出現日冕。
在17世紀後半期，欠缺黑子的時期被稱為蒙德極小期（1645年至1715年）。

### 19世紀
太陽黑子數量的週期變化是海因利希·史瓦貝在1826年至1843年間的觀測到的，並且導致沃夫從1848年開始有系統的進行觀測。沃夫數是測量單獨的黑子和黑子群數量的一種方法。此外，約瑟·亨利也在1848年將太陽黑子投影在銀幕上和測量出太陽黑子的溫度比周圍的表面低。
太陽黑子活動恢復後，海因利希·史瓦貝於1844年在"天文學的新聞"報告太陽黑子數量的週期性變化。
在1859年9月1日，太陽朝向地球輻射了一個威力強大的日珥，造成了所謂的卡靈頓事件。它中斷了電報服務，和使得在南方的哈瓦那、夏威夷和羅馬都能看見極光，在南半球也引發了相同的現象。
通过长期的观测，人们还发现太阳黑子在日面上的活动随时间变化的纬度分布也有规律性。一开始，几乎所有的黑子都分布在±30°的纬度内，太阳活动剧烈时，它往往出现在±15°处，并逐步向低纬度区移动，在±8°处消失。在上一个周期的黑子还没有完全消失时，下一个周期的黑子又出现在±30°纬度附近。如果以黑子的纬度为纵坐标，以时间为横坐标，绘出的黑子分布图很像蝴蝶，因而称作蝴蝶图或史波勒圖。许多专家对蝴蝶图的含义进行了研究，但是直到现在还没有确定的结论。

### 21世紀
2003年11月4日19:27（世界時刻），人造衛星觀測到最強大的閃焰，測量的儀器值有長達11分鐘的過飽和（破表）。據估計在R486這個區域產生的X光通量達到X28的等級。全像和目視的都顯示即使轉到了太陽背面，仍有明顯的活動現象。
此外，根據最近的紅外線譜線觀測資料，認為太陽黑子的活動可能會消失，意味著新的極小期即將來臨。從2007年至2009年，太陽黑子的數量遠低於平均值。在2008年，有73%的日子沒有太陽黑子，即使對極小期而言也是很極端的。只有1913年能與之比擬，當年有85%的日子沒有黑子。太陽繼續這樣的備受折磨，直到2009年12月中，才出現了一個在幾年中最大的黑子群。但即使這樣，太陽黑子的水準仍然低於正常的數值。

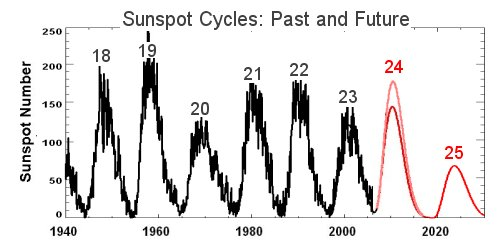
Nasa在2006年的預測。太陽黑子數預期在2010/2011年達到最大值，但是事實上2010年它依然在最小期。

在2006年，NASA預測下一個太陽黑子極大期大約在2011年，黑子的相對數在150至200之間（比第23週期強30-50%），接下來的第25週期會比較疲軟（衰弱），大約出現在2022年。這個預測未能成真。相反的，在2010年她應該是極大期附近的時間，太陽黑子周期仍然在極小值，顯示太陽的活動非常低。
但在2011年，印度加爾各答科學教育研究所人員南迪（Dibyendu Nandi）提出了一個電腦模式，來說明太陽黑子消失的原因。這個模式研究了2008到2009年的現象，並考慮到太陽內部、太陽的磁力「發電機」、傳遞帶以及太陽黑子重新充電並恢復浮力的方法等因素。結果發現，傳遞帶將衰退的黑子拖進太陽核心進行充電，但此次過程進展太快，使黑子無法充份恢復生氣，進而無法由太陽內部浮現表層。

## 物理性質

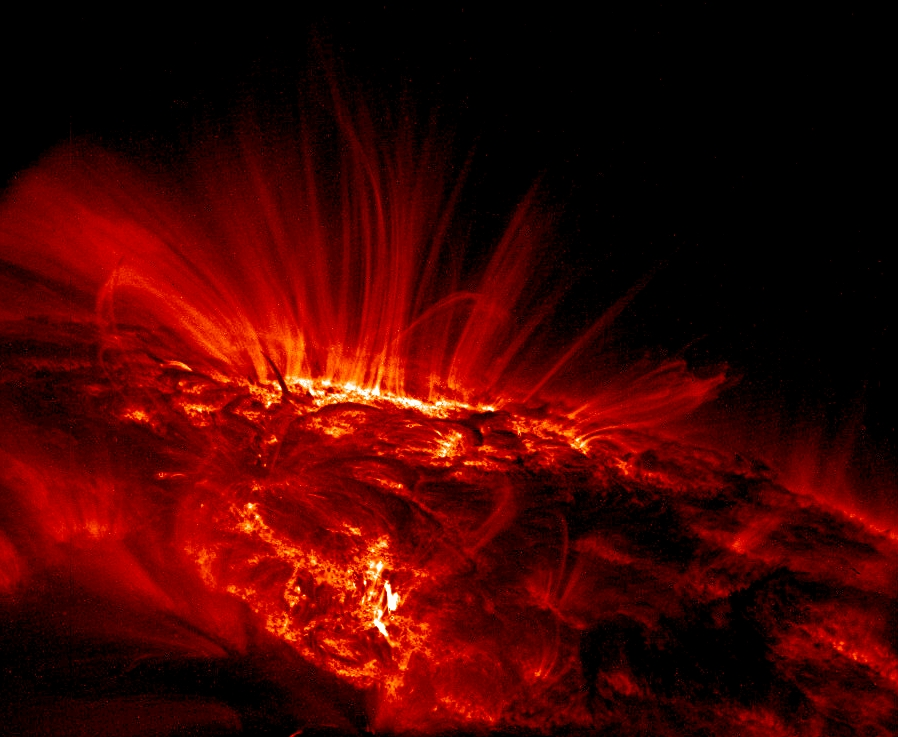
TRACE太空船觀測到的一群太陽黑子紫外線特寫。

一个发展完全的黑子由较暗的核（本影）和周围较亮的部分（半影）构成，中间凹陷大约500公里。黑子经常成对或成群出现，其中由两个主要的黑子组成的居多。位于西面的叫做“前导黑子”，位于东面的叫做“後随黑子”。一个小黑子大约有1000公里，而一个大黑子则可达20万公里。
儘管太陽黑子生成的細節仍是研究中的素材，但太陽黑子在可見光中看來是在太陽對流層中的磁通量管因為較差自轉而產生了纏繞。如果管中的應力達到一定的極限，它們就會像橡膠帶一樣的捲起，並且刺穿太陽的表面。對流層在刺穿點受到抑制；它的能量通量和表面溫度都減少了。
威爾遜效應告訴我們太陽黑子確實是表面沉陷的地區。使用則曼效應的觀測顯示典型的太陽黑子進出對的磁場極性是相反的。從一個週期至下一個週期，前導黑子和後隨黑子（相對於太陽自轉）的磁性會從北/南變成南/北，然後在下個周期又再回復，而且太陽黑子通常成群出現。
太陽黑子本身可以分成兩個部分：
- 中心的本影，是黑子最黑的部分，那兒的磁場幾乎是垂直（與太陽的表面正交）。
- 環繞在周圍的半影，比較明亮，那兒的磁場也比較傾斜。

磁力線通常是互相排斥的，因此黑子應該會很快的潰散，但黑子的壽命一般都有兩個星期。來自太陽和太陽風層探測器（SOHO）最近使用穿過太陽光球層的聲波觀測，發展出內部結構的詳細影像，顯示出在每個太陽黑子的下方有集中的磁力線形成強大的向下旋轉的渦流。太陽黑子類似於地球上的颱風，是自我成長的風暴。
太陽黑子活動大約每11年一個週期，在這個週期內黑子活動最高的時期被稱為極大期，黑子活動最低的時期稱為極小期。在週期的早期，黑子出現在較高的緯度，然後在接近極大期時，出現的緯度逐漸接近赤道：這稱為史波勒定律。
沃夫數，顯示各個週期太陽黑子的指數，最顯著的是約11年的平均值。這個週期也表現在大多數其它觀測到的太陽活動上，而且也與太陽磁場極性的變化週期有著緊密的聯結。
喬治·海爾開啟了現代對太陽黑子的認識，他建立了太陽磁場與黑子的聯結。海爾認為太陽黑子的週期是22年，涵蓋了兩次太陽磁場的磁偶極轉變。稍後，巴布科克（Horace W. Babcock）提出太陽外層的動力學模型。巴布科模型解釋了磁場受到太陽自轉扭曲造成的行為，描述了史波勒定律的原因以及其它的效應。

## 太陽黑子觀測

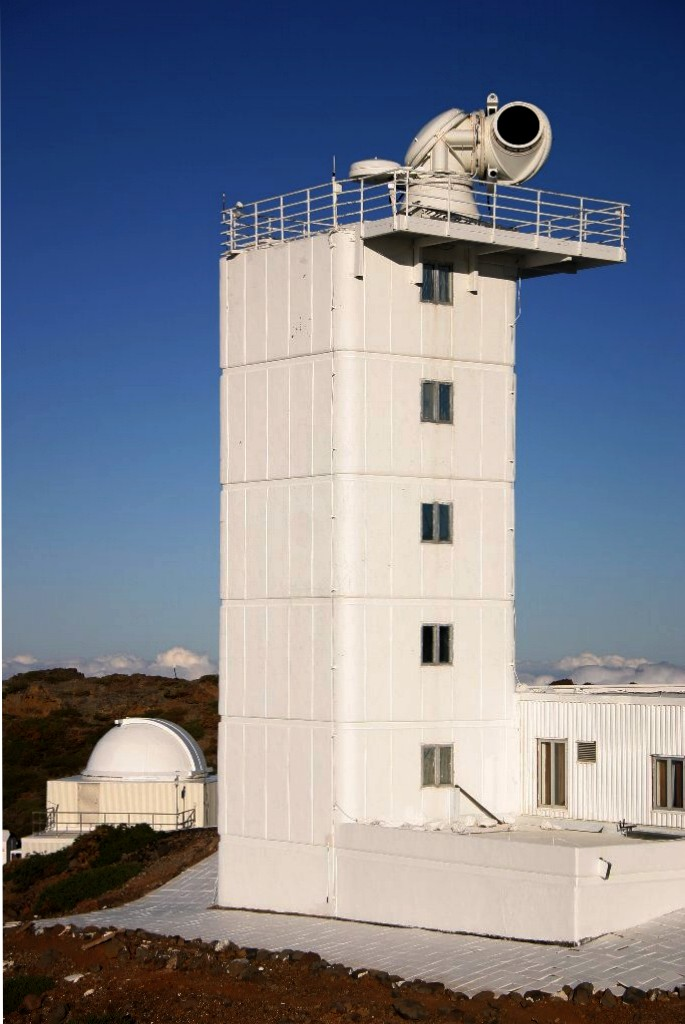
瑞典1米太陽望遠鏡位於加那利群島的拉帕瑪島Roque de los Muchachos天文台。

太陽黑子被地基天文台和地球軌道的太陽望遠鏡觀測。這些望遠鏡除了使用各種不同的濾鏡和相機，也使用投影技術直接觀察影像。特殊的工具，像是分光鏡和太陽單色光觀測鏡，用來檢查太陽黑子和太陽黑子的地區。人工日食可以觀測太陽圓周的邊緣，並且觀察黑子從邊緣轉出。
由於直接用眼睛觀看太陽會使視力永久受損，業餘觀測太陽黑子通常使用投影法產生影像進行間接的觀察，或是使用保護的濾色片。少部份很暗的玻璃濾鏡，像是#14的焊接玻璃，是有效果的。在沒有濾鏡的情況下，可以直接將望遠鏡的目鏡產生的影像投影到白色的屏幕上，就可以直接看見，甚至可以追蹤，並追隨太陽黑子的發展。特殊用途的Hα窄頻濾鏡，以及鋁鍍膜的玻璃衰減濾鏡（由於極高的光學密度使它們的外觀看起來有如鏡子），可以在望遠鏡的前端提供保護，以通過目鏡安全的觀測。
無論能達到何種減光效果，業餘的觀測都不應該使用濾色片，除非那是專門用來觀測太陽的。其它的濾色片不能提供適當的保護，在不可見光的頻率範圍，可能會導致眼睛受到傷害。當使用雙筒鏡或望遠鏡加上濾色片直接觀測太陽時，要密切注意製造廠商的使用指導方針。通常，這些濾色片需要放置在儀器的物鏡前方（遠端），因為儀器所聚集的熱會和光一樣可能損壞放置在目鏡端的濾色片，並且立即傷害到眼睛。安全的固定好濾色片，並且確定輔助的裝置，像是導星鏡也都有遮罩，因為它們所聚集的光與熱也會造成危害。使用光學設備直接觀看太陽表面是有一定的危險的，一定要具備這方面的知識和作好安全的預防措施。

## 應用

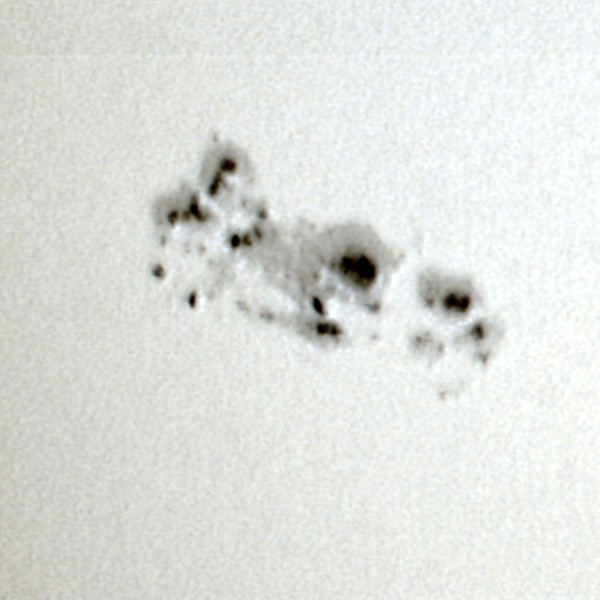
2004年的大黑子群，可以很清楚的看見圍繞著黑子的灰色區域，還有太陽表面的米粒組織

由於和其他類型太陽活動間的關連性，太陽黑子可以預測太空氣象和電離層的狀態。因此，太陽黑子有助於預測短波電波傳播或衛星通訊。

## 其它恆星的星斑
在1947年，杰拉尔德·克朗提出星斑是紅矮星光度周期性變化的原因。自1990年代中期，使用日益強大的科技觀測星斑已經收集和產生越來越多且詳細的資料：光度學顯示星斑的成長和衰減有著類似太陽的循環行為；光譜學靠著分析則曼效應造成的譜線分裂，審查星斑區域的結構；都卜勒影像顯示有幾顆恆星星斑的較差自轉與分布和太陽的不同；譜線的分析測量星斑和恆星表面的溫度範圍。例如，在1999年，史崔斯梅爾報告在K型巨星三角座XX（HD12545）上的星斑只有3,500K，是溫度最低的星斑，但與較溫暖的4,800K星斑在一起。

## 圖集

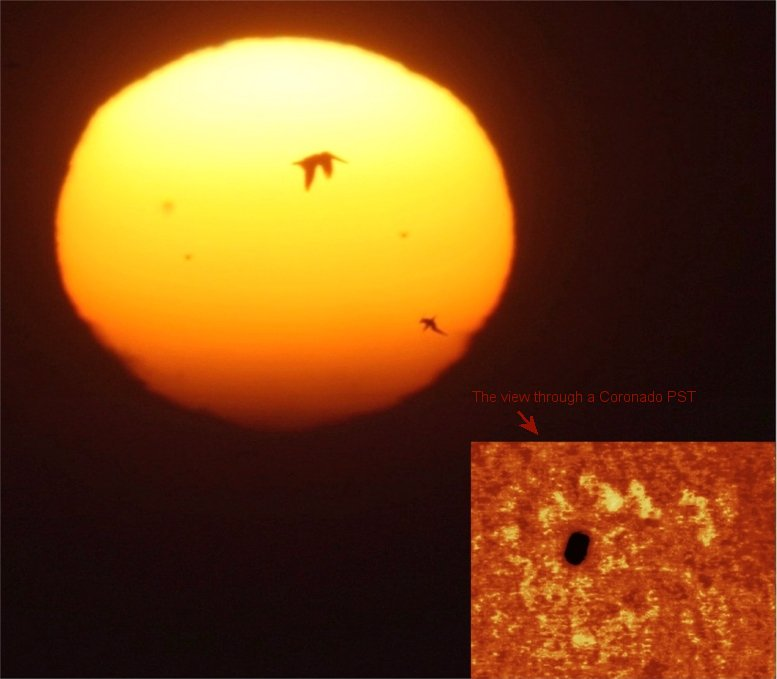
日落時的923號太陽黑子和太陽望遠鏡中的影像
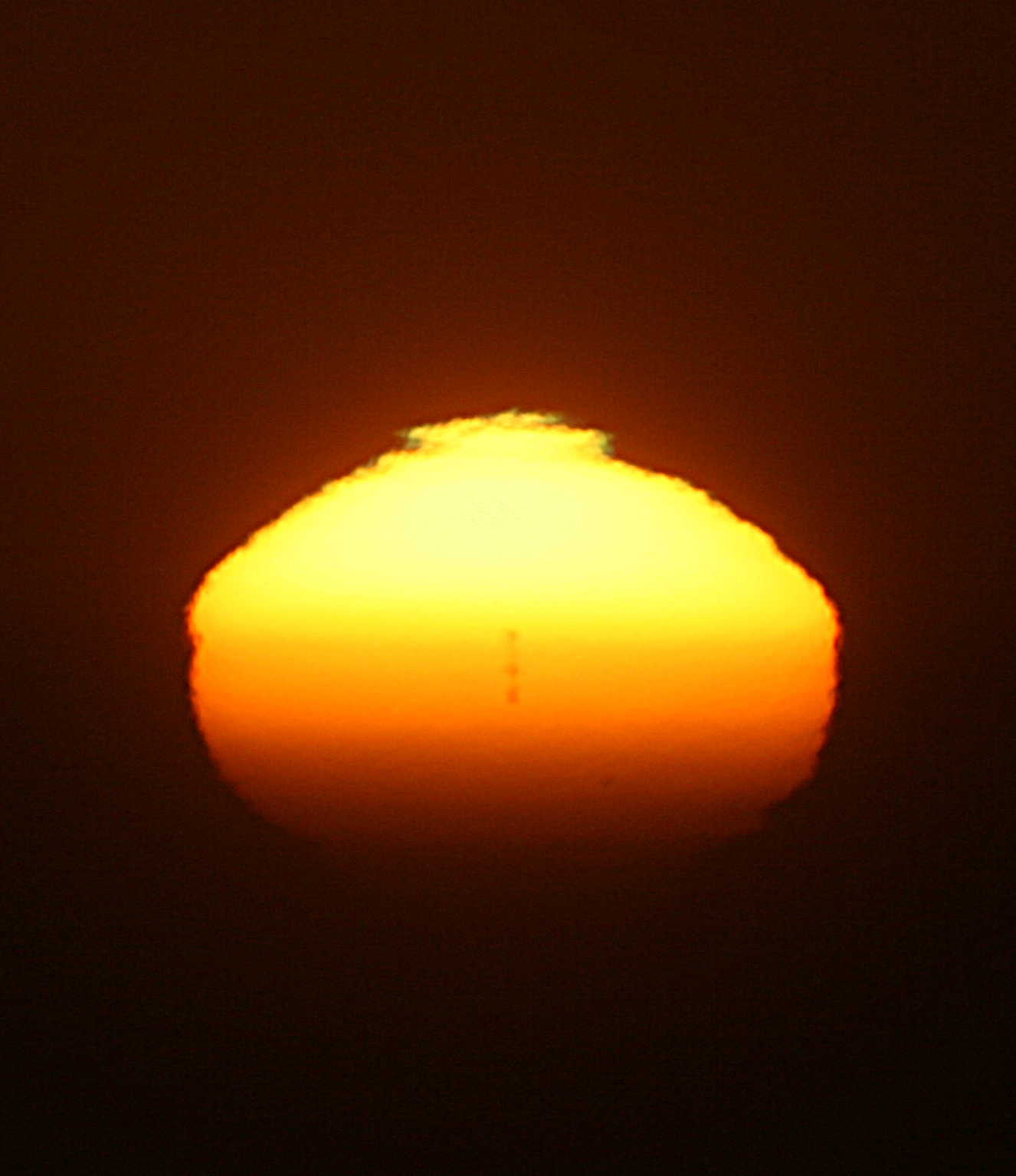
930號太陽黑子在日落時的上蜃景
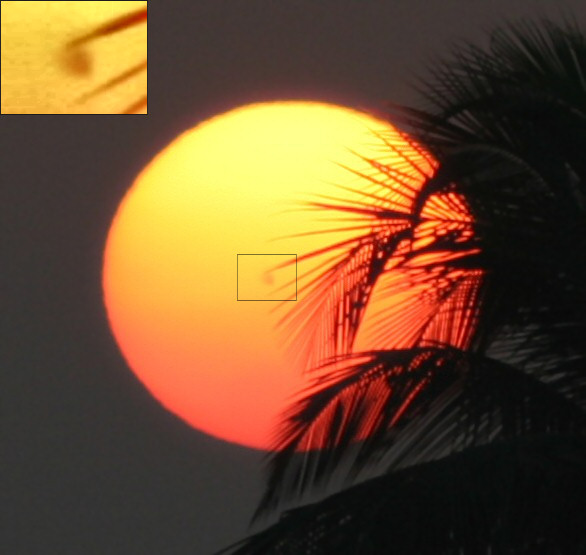
2004年1月在孟加拉的日落

## 外部連結
- Solar Cycle 24 and VHF Aurora Website（www.solarcycle24.com）
- Belgium World Data Center for the sunspot index（页面存档备份，存于）
- High resolution sunspot image
- Sunspot images in high-res Impressive collection of sunspot images
- History of The Atmosphere
- NOAA Solar Cycle Progression: Current solar cycle.
  - Current conditions: Space weather
- Lockheed Martin Solar and Astrophysics Lab（页面存档备份，存于）
- Sun|trek website An educational resource for teachers and students about the Sun and its effect on the Earth
- Tools to display the current sunspot number in a browser
  - Propfire - displays current sunspot number in browser status bar（页面存档备份，存于）
  - HamLinks Toolbar - displays solar flux, A Index and K Index data in a toolbar（页面存档备份，存于）
- The Sharpest View of the Sun （页面存档备份，存于）
- Daily Sunspot Update and Picture of the Sun（www.spaceweather.com）（页面存档备份，存于）
- Animated explanation of Sunspots in the Photosphere（页面存档备份，存于）（University of Glamorgan）

### 太陽黑子資料
- . Global Change Master Directory.   [11 March 2005]. （原始内容存档于2015-11-02）.
  - . WDC for Paleoclimatology.   [11 March 2005]. （原始内容存档于2010-09-25）.
- . Global Change Master Directory.   [11 March 2005]. （原始内容存档于2015-09-14）.
  - . NOAA NGDC Solar Data Services.   [21 June 2010].[永久]
    - International Sunspot Number—sunspot maximum and minimum 1610–present; annual numbers 1700–present; monthly numbers 1749–present; daily values 1818–present; and sunspot numbers by north and south hemisphere. The McNish-Lincoln sunspot prediction is also included.
    - American sunspot numbers 1944–present
    - Ancient sunspot data 165 BC to 1684 AD
    - Group Sunspot Numbers (Doug Hoyt re-evaluation)1610-1995